# Memory (spel)

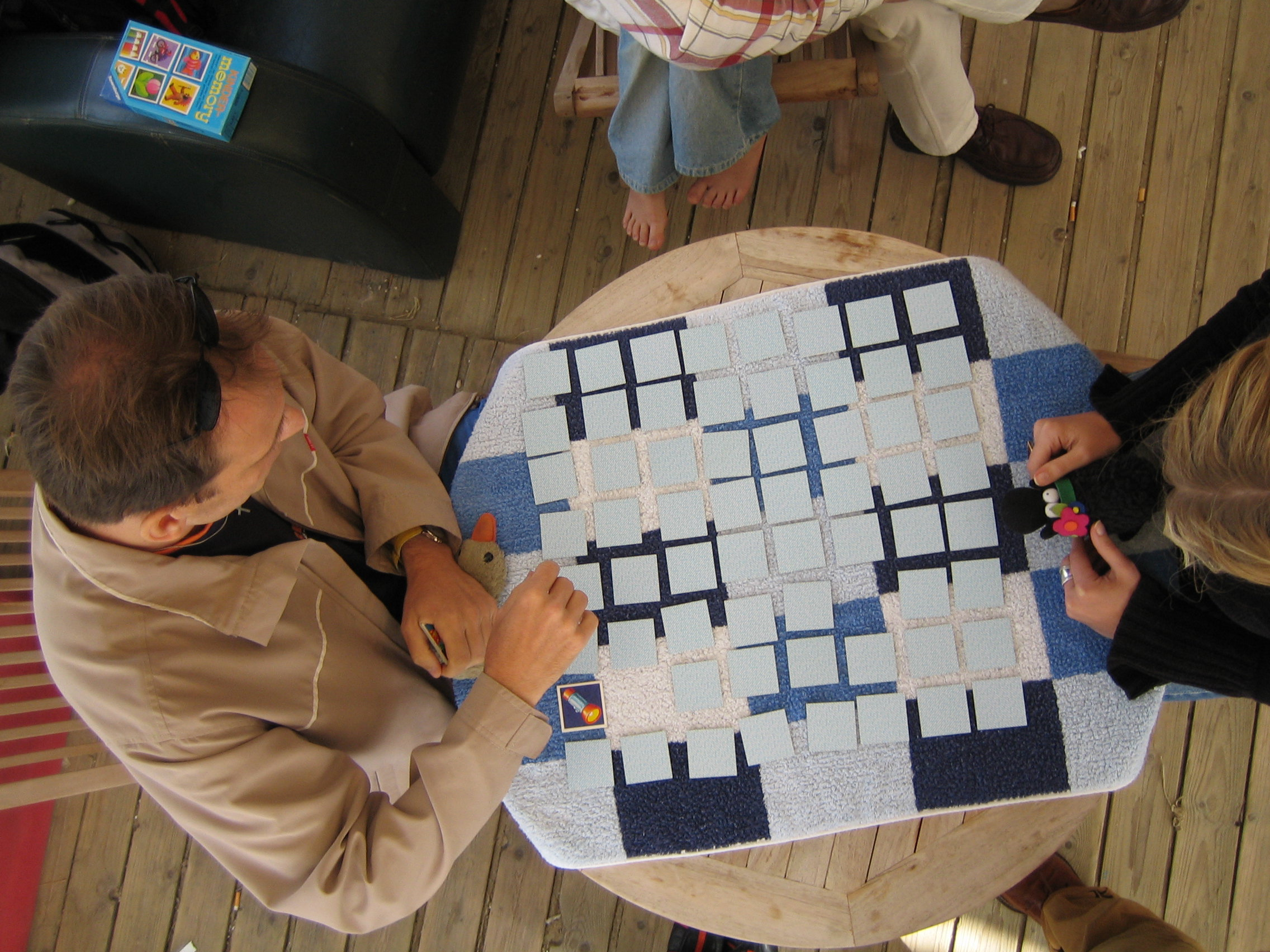
Memory-finale Beach Memory Toernooi 2006 te Scheveningen

Memory is een gezelschapsspel dat een beroep doet op het
kortetermijngeheugen van de spelers. Het spel is door William Hurter ontwikkeld en verscheen voor het eerst in 1959 bij de firma Ravensburger. Dit spel is met meer dan 50 miljoen verkochte exemplaren in 70 landen het grote succesnummer van deze firma geworden.

## Geschiedenis
Het spel stamt waarschijnlijk uit Japan waar een soortgelijk spel genaamd kai-awase uit de zestiende eeuw bekend is. Een vergelijkbaar spel met de naam Pairs of Pelmanism bestond in de negentiende eeuw in de Verenigde Staten en Groot-Brittannië. Het in Zwitserland gespeelde Zwillingsspiel met twee spellen speelkaarten heeft als inspiratie gediend voor Heinrich Hurter, de vader van William Hurter, om een kinderversie te maken met uit tijdschriften geknipte plaatjes.
William werkte in 1958 samen met de illustrator Manfred Burggraf om aansprekende plaatjes te maken en in februari 1959 verscheen het eerste Memory op de markt.
Kinderen winnen door hun goede kortetermijngeheugen vaak van volwassenen, zodat het een leuk spel is om met kinderen te spelen. Er zijn zelfs speciale kinderversies met eenvoudige plaatjes verkrijgbaar, zoals bijvoorbeeld Dick Bruna-memory met plaatjes van Nijntje.

## Het spel

### Het spelprincipe
Een even aantal kaarten, waarop paarsgewijs gelijke plaatjes of woorden zijn afgebeeld, worden met de beeldzijde naar beneden neergelegd.
Een van de spelers draait twee kaarten naar keuze om en toont de afbeeldingen aan de medespeler(s).
Zijn de plaatjes gelijk, dan worden de kaarten door de speler van tafel genomen en bewaard, en mag deze speler een nieuwe poging doen twee kaarten met identieke afbeelding te vinden.
Als een speler twee verschillende plaatjes omdraait, worden deze weer met de beeldzijde naar beneden gelegd en is de volgende speler aan de beurt.
Een speler hoeft de twee kaarten niet tegelijk om te draaien.
Hij kan een kaart omdraaien en bekijken en daarna beslissen welke kaart hij als tweede pakt.
Er wordt gespeeld tot alle kaarten van de tafel zijn genomen. De speler met de meeste paartjes kaarten wint.
Memory kan ook op de computer worden gespeeld. Hierbij zijn de kaartjes vervangen door vakjes die je kunt aanklikken met de muis of kunt aantikken op een touchscreen. Telkens als je een kaartje aanklikt of aantikt verschijnt dan een plaatje. Als er twee verschillende plaatjes verschijnen, worden de vakjes teruggedraaid, d. w. z. weer blanco. Zijn het echter twee dezelfde plaatjes, dan verdwijnen deze van het scherm. Zo gaat het door totdat alle vakjes zijn verdwenen. Bij deze versie is het vaak de bedoeling om zo snel mogelijk alle vakjes weg te spelen. Dit wordt ook veel gebruikt in spelprogramma's op TV. Hierbij staan vaak cijfers in de vakjes en dienen de kandidaten de cijfers van de om te draaien kaarten te noemen.

### Wedstrijdspel
Voornamelijk in Duitsland worden Memory-wedstrijden gehouden.
Bij Memory als wedstrijd worden de volgende extra regels gehanteerd:
- Er wordt gespeeld door twee spelers.
- Er wordt gespeeld met 32 paren die bij aanvang in een vierkant van acht bij acht kaarten worden neergelegd.
- Wanneer beide spelers aan het einde van het spel 16 paren hebben, dan wint de speler die het laatste paar heeft opgeraapt.
- Wanneer beide spelers, om strategische redenen, weigeren een nog onbekende kaart om te draaien, dan worden de resterende kaarten onder de spelers verdeeld.

In de praktijk betekent de laatste extra regel dat de speler die achter staat risico moet nemen om, zij het met een kleine kans, alsnog te winnen.

### Strategie
In het wedstrijd-Memory hanteren de spelers twee strategische principes.
Geef geen informatie wegNa de eerste beurt draait een speler als eerste een onbekende, niet eerder gedraaide kaart. Als de bijbehorende kaart eerder is gedraaid, dan wordt deze erbij gepakt (men gaat ervan uit dat de spelers de kaarten perfect onthouden). Als de eerste kaart de eerste is van een nieuw paar, dan wordt als tweede kaart een reeds bekende kaart omgedraaid. De reden is dat op deze manier het risico wordt vermeden om als tweede een kaart te draaien waarvan de bijbehorende kaart al eerder is omgedraaid. Dit zou een paar 'weggeven' aan de tegenstander.
Breek het laatste paar niet aanDit principe is het eenvoudigst uit te leggen aan de hand van een voorbeeld. Stel dat er nog 12 kaarten (zes paren) op tafel liggen. Als daarvan eerder reeds vijf kaarten zijn omgedraaid is er dus nog één paar waarvan geen van de kaarten is omgedraaid. Op dit punt in het spel is het omdraaien van een onbekende kaart een risico. Als het een deel van het laatste paar is, is de kans hier een paar van te maken 1/6. Als deze speler er geen paar van maakt, dan kan de tegenstander een onbekende kaart omdraaien en, als hij een goed geheugen heeft, het spel uitmaken. De tegenstander raapt dus met een kans 5/6 alle paren op.
Weet je een paar te vinden, pak dan eerst de kaart die je niet zeker weetDit is een fout die veel gemaakt wordt. Bijvoorbeeld, de vorige speler heeft een plaatje met een olifant omgedraaid. Je hebt de andere olifant al eerder gezien, maar je weet niet precies meer waar die lag. De tweede olifant weet je natuurlijk met zekerheid. Probeer dan eerst die eerste olifant te vinden. Heb je het mis, dan kun je als tweede kaart nog iets anders zoeken.

## Wedstrijden
In Duitsland worden al langer Memory-toernooien gehouden. Sinds 1990 wordt jaarlijks in oktober in Essen het Deutsche Memory-Meisterschaft gehouden.
Ravensburger heeft in 1992/1993 een Europees kampioenschap Memory georganiseerd. Zowel bij de kinderen als bij de volwassenen werd een Duitser kampioen.

## Het merk
'Memory' bleek voor Ravensburger een kassucces en het spel is door velen nagemaakt.
Ravensburger heeft het woord 'Memory' in onder meer de Benelux en Duitsland als merk gedeponeerd in klassen 9 (op gegevensdragers geregistreerde spellen) en 28 (legbordspellen). Het Gemeenschapsmerk 'Memory' werd op 6 september 2006 door de nietigheidsafdeling van het Bureau voor de Harmonisatie van de interne markt (BHIM) nietig verklaard, omdat het bezien vanuit een Engelssprekend publiek een louter beschrijvend karakter zou hebben. Dit oordeel werd op 8 september 2009 door de kamer van beroep van het BHIM, op 19 mei 2010 door het Gerecht en tot slot op 14 maart 2011 door het Hof van Justitie bevestigd.